# Aero Nomad Airlines
Aero Nomad Airlines LLC là một hãng hàng không Kyrgyzstan có trụ sở tại thủ đô Bishkek. Hãng được thành lập vào năm 2021 và bắt đầu hoạt động vào tháng 11 năm 2021 với chuyến bay đầu tiên từ Kyrgyzstan đến Delhi, thủ đô của Ấn Độ. Hãng có 2 trạm trung chuyến. Trạm trung chuyến chính ở Bishkek còn trạm trung chuyến phụ ở Osh.

## Lịch sử ra đời
Hãng hàng không này được thành lập vào năm 2020 và có dòng Airbus A320-200 đầu tiên vào tháng 10 năm 2021. Hãng đã nhận được Chứng chỉ khai thác máy bay (AOC) từ Cục Hàng không Dân dụng Kyrgyzstan vào ngày 5 tháng 11 năm 2021 và bắt đầu đi vào hoạt động với chuyến bay đầu tiên đến Delhi vào ngày 19 tháng 11 năm 2021. Aero Nomad Airlines hiện đang có kế hoạch mở rộng hoạt động tại các quốc gia và khu vực trong tương lai như Trung Quốc, Pakistan, Thổ Nhĩ Kỳ, khu vực châu Âu và Trung Đông.

## Điểm đến
Tính đến tháng 2 năm 2024, hãng đã khai thác các điểm đến sau đây đến và đi từ Bishkek và Osh:
| Quốc gia    | Thành phố   | Sân bay                                        | Ghi chú                 |
| ----------- | ----------- | ---------------------------------------------- | ----------------------- |
| Ấn Độ       | Delhi       | Sân bay quốc tế Indira Gandhi                  |                         |
| Ấn Độ       | Chandigarh  | Sân bay quốc tế Shaheed Baghat Singh           | Theo mùa                |
| Kyrgyzstan  | Bishkek     | Sân bay quốc tế Manas                          | Trạm trung chuyển chính |
| Kyrgyzstan  | Tamchy      | Sân bay quốc tế Issyk-Kul                      | [ 4 ]                   |
| Kyrgyzstan  | Osh         | Sân bay Osh                                    | Trạm trung chuyển phụ   |
| Kyrgyzstan  | Naryn       | Sân bay Naryn                                  |                         |
| Pakistan    | Islamabad   | Sân bay Islamabad                              |                         |
| Pakistan    | Lahore      | Sân bay quốc tế Allama Iqbal                   |                         |
| Nga         | Irkutsk     | Sân bay quốc tế Irkutsk                        |                         |
| Nga         | Krasnoyarsk | Sân bay quốc tế Krasnoyarsk                    |                         |
| Nga         | Moskva      | Sân bay quốc tế Vnukovo                        |                         |
| Nga         | Novosibirsk | Sân bay Tolmachevo                             |                         |
| Nga         | Surgut      | Sân bay quốc tế Surgut                         |                         |
| Ả Rập Xê Út | Jeddah      | Sân bay quốc tế Quốc vương Abdulaziz           | Đặc quyền theo mùa      |
| Ả Rập Xê Út | Medina      | Sân bay quốc tế Thái tử Mohammad bin Abdulaziz | Đặc quyền theo mùa      |
| Thổ Nhĩ Kỳ  | Antalya     | Sân bay Antalya                                | Theo mùa                |

## Đội máy bay
Tính đến tháng 3 năm 2023, hãng đã khai thác các loại máy bay sau:
| Airbus A319     | 10 |   |     |  |  |  |  |
| Airbus A320-200 | 10 | — | 180 |  |  |  |  |
| Airbus A321-211 | 2  |   | 188 |  |  |  |  |
| Tổng cộng       | 22 | — |     |  |  |  |  |